# Piggs Peak
Piggs Peak – miasto Eswatini, położone na północnym zachodzie kraju w dystrykcie Hhohho.
Liczba ludności w 2006 roku wynosiła 8 tysięcy.